# Lijst van gemeentelijke monumenten in Horst aan de Maas
De gemeente Horst aan de Maas heeft 155 gemeentelijke monumenten. Hieronder een overzicht. 

## America
De plaats America kent 2 gemeentelijke monumenten:
| Object    | Bouwjaar | Architect | Locatie                | Coördinaten                   | Nr.         | Afbeelding |
| --------- | -------- | --------- | ---------------------- | ----------------------------- | ----------- | ---------- |
| Woonhuis  |          |           | Pastoor Jeukenstraat 6 | 51° 26' 11" NB, 5° 58' 43" OL | 1507/200941 | Woonhuis   |
| Boerderij |          |           | Zwarte Plakweg 33      | 51° 25' 58" NB, 5° 58' 27" OL | 1507/200952 | Boerderij  |

## Broekhuizen
De plaats Broekhuizen kent 10 gemeentelijke monumenten:
| Object         | Bouwjaar | Architect    | Locatie                  | Coördinaten                  | Nr.         | Afbeelding        |
| -------------- | -------- | ------------ | ------------------------ | ---------------------------- | ----------- | ----------------- |
|                |          |              | Hoogstraat 24            | 51° 29' 9" NB, 6° 9' 49" OL  | 1507/200907 |                   |
|                |          |              | Hoogstraat 26            | 51° 29' 8" NB, 6° 9' 49" OL  | 1507/200906 |                   |
| St. Jozefkapel | 1939     | Jules Kayser | Horsterweg bij 6         | 51° 28' 49" NB, 6° 9' 12" OL | 1507/200908 | St. Jozefkapel    |
| Kasteelruïne   |          |              | Stokterweg achter nr. 12 | 51° 28' 58" NB, 6° 9' 19" OL | 1507/WN006  | Meer afbeeldingen |
|                |          |              | Veerweg 4                | 51° 29' 13" NB, 6° 9' 53" OL | 1507/200909 |                   |
|                |          |              | Veerweg 8                | 51° 29' 12" NB, 6° 9' 53" OL | 1507/200910 |                   |
|                |          |              | Veerweg 10               | 51° 29' 12" NB, 6° 9' 54" OL | 1507/200911 |                   |
|                |          |              | Veerweg 12               | 51° 29' 11" NB, 6° 9' 53" OL | 1507/200912 |                   |
|                |          |              | Veerweg 17               | 51° 29' 10" NB, 6° 9' 54" OL | 1507/200913 |                   |
|                |          |              | Veerweg 19               | 51° 29' 10" NB, 6° 9' 53" OL | 1507/200914 |                   |

## Broekhuizenvorst
De plaats Broekhuizenvorst kent 12 gemeentelijke monumenten:
| Object     | Bouwjaar | Architect | Locatie               | Coördinaten                  | Nr.           | Afbeelding  |
| ---------- | -------- | --------- | --------------------- | ---------------------------- | ------------- | ----------- |
|            |          |           | Belsbergweg 1         | 51° 30' 10" NB, 6° 8' 30" OL | 1507/200915   |             |
|            |          |           | Blitterswijckseweg 22 | 51° 30' 44" NB, 6° 8' 41" OL | 1507/200916   |             |
|            |          |           | Broekhuizerweg 22     | 51° 29' 33" NB, 6° 9' 35" OL | 1507/200917   |             |
|            |          |           | Broekhuizerweg 36     | 51° 29' 28" NB, 6° 9' 39" OL | 1507/200918   |             |
| Bakhuis    |          |           | Horreweg nabij 2      | 51° 30' 33" NB, 6° 9' 6" OL  | 1507/200969-2 | Bakhuis     |
|            |          |           | Kerkstraat 6          | 51° 29' 44" NB, 6° 9' 22" OL | 1507/200920   |             |
|            |          |           | Kerkstraat 24         | 51° 29' 41" NB, 6° 9' 30" OL | 1507/200921   |             |
|            |          |           | Kerkstraat 26         | 51° 29' 42" NB, 6° 9' 30" OL | 1507/WN014    |             |
|            |          |           | Maasstraat 25         | 51° 29' 39" NB, 6° 9' 42" OL | 1507/200922   |             |
|            |          |           | Ooijenseweg 15        | 51° 30' 7" NB, 6° 9' 20" OL  | 1507/200923   | Upload foto |
| Mariakapel | 1860     |           | Swolgenseweg          | 51° 29' 38" NB, 6° 8' 59" OL | 1507/200924   | Mariakapel  |
|            |          |           | Swolgenseweg 23       | 51° 29' 32" NB, 6° 9' 10" OL | 1507/200925   |             |

## Evertsoord
De plaats Evertsoord kent 4 gemeentelijke monumenten:
| Object                        | Bouwjaar | Architect | Locatie           | Coördinaten                   | Nr.          | Afbeelding                    |
| ----------------------------- | -------- | --------- | ----------------- | ----------------------------- | ------------ | ----------------------------- |
| Schuur                        |          |           | Driekooienweg 1   | 51° 24' 13" NB, 5° 57' 27" OL | 1507/SEV-051 | Schuur                        |
| Kortgevelboerderij            |          |           | Driekooienweg 7   | 51° 24' 28" NB, 5° 57' 12" OL | 1507/SEV-052 | Kortgevelboerderij            |
| Voormalig klooster “Ter Peel” |          |           | Paterstraat 4     | 51° 24' 24" NB, 5° 57' 35" OL | 1507/SEV-031 | Voormalig klooster “Ter Peel” |
| Kerk O.L.V. Onbevl Ontvangen  |          |           | Paterstraat bij 4 | 51° 24' 22" NB, 5° 57' 35" OL | 1507/SEV-032 | Meer afbeeldingen             |

## Grubbenvorst
De plaats Grubbenvorst kent 18 gemeentelijke monumenten:
| Object                                 | Bouwjaar | Architect       | Locatie                      | Coördinaten                  | Nr.         | Afbeelding              |
| -------------------------------------- | -------- | --------------- | ---------------------------- | ---------------------------- | ----------- | ----------------------- |
| Kapel St. Annakapel                    |          |                 | Ursulinenweide 4             | 51° 25' 27" NB, 6° 8' 22" OL | 1507/WN029  | Kapel St. Annakapel     |
| Woonhuis Deneikenboom                  |          |                 | Dorpstraat 1                 | 51° 25' 12" NB, 6° 8' 57" OL | 1507/200959 | Woonhuis Deneikenboom   |
| Woonhuis                               |          |                 | Dorpstraat 3                 | 51° 25' 12" NB, 6° 8' 57" OL | 1507/200960 | Woonhuis                |
| Woonhuis                               |          |                 | Dorpstraat 5                 | 51° 25' 12" NB, 6° 8' 59" OL | 1507/200962 | Woonhuis                |
| Onze-Lieve-Vrouw-Tenhemelopnemingskerk |          | Alphons Boosten | Dorpstraat 14                | 51° 25' 12" NB, 6° 9' 0" OL  | 1507/200963 | Meer afbeeldingen       |
| H. Hartschool                          |          |                 | Kloosterstraat 71            | 51° 25' 19" NB, 6° 8' 16" OL | 1507/WN034  | H. Hartschool           |
| Dubbel woonhuis                        |          |                 | Kloosterstraat 75-77         | 51° 25' 20" NB, 6° 8' 7" OL  | 1507/200956 | Dubbel woonhuis         |
| Dubbel woonhuis                        |          |                 | Lottumseweg 47-49            | 51° 25' 29" NB, 6° 8' 52" OL | 1507/200961 | Dubbel woonhuis         |
| Pastorie                               |          |                 | Pastoorstraat 5              | 51° 25' 14" NB, 6° 8' 55" OL | 1507/200964 | Pastorie                |
| Schoutenhuis                           |          |                 | Pastoorstraat 9-11           | 51° 25' 15" NB, 6° 8' 51" OL | 1507/200965 | Schoutenhuis            |
| Voormalige gemeentehuis                |          |                 | Pastoor Vullinghsplein 1     | 51° 25' 10" NB, 6° 8' 56" OL | 1507/200954 | Voormalige gemeentehuis |
| Kiosk                                  |          |                 | Pastoor Vullinghsplein t.o.1 | 51° 25' 10" NB, 6° 8' 54" OL | 1507/200955 | Kiosk                   |
| Moordkruis                             |          |                 | Raaieind bij 1               | 51° 23' 46" NB, 6° 8' 50" OL | 1507/WN042  | Upload foto             |
| Boerderij                              |          |                 | Raaieind 2                   | 51° 23' 50" NB, 6° 8' 22" OL | 1507/WN043  | Boerderij               |
| Boerderij                              |          |                 | Raaieind 3                   | 51° 23' 48" NB, 6° 8' 29" OL | 1507/200966 | Boerderij               |
| St. Gerlachuskapel                     |          |                 | Sevenumseweg bij 10          | 51° 25' 14" NB, 6° 4' 48" OL | 1507/WN045  | St. Gerlachuskapel      |
| Boerderij                              |          |                 | Wilhelminastraat 7           | 51° 25' 23" NB, 6° 8' 32" OL | 1507/200958 | Boerderij               |

## Hegelsom
De plaats Hegelsom kent 3 gemeentelijke monumenten:
| Object                     | Bouwjaar | Architect | Locatie               | Coördinaten                  | Nr.           | Afbeelding                 |
| -------------------------- | -------- | --------- | --------------------- | ---------------------------- | ------------- | -------------------------- |
| Kerk en pastorie           |          |           | Past.Debijestraat 2-4 | 51° 26' 15" NB, 6° 2' 18" OL | 1507/WN047    | Kerk en pastorie           |
| Basisschool Onder de Linde |          |           | Past.Debijestraat 8   | 51° 26' 15" NB, 6° 2' 20" OL | 1507/200940   | Basisschool Onder de Linde |
| Woonhuis                   |          |           | Stationsstraat 131    | 51° 25' 58" NB, 6° 2' 47" OL | 1507/200930-3 | Woonhuis                   |

## Horst
De plaats Horst kent 35 gemeentelijke monumenten, zie de Lijst van gemeentelijke monumenten in Horst

## Kronenberg
De plaats Kronenberg kent 6 gemeentelijke monumenten:
| Object                     | Bouwjaar | Architect | Locatie              | Coördinaten                   | Nr.          | Afbeelding                 |
| -------------------------- | -------- | --------- | -------------------- | ----------------------------- | ------------ | -------------------------- |
| Kerk Heilige Theresia      |          |           | Meerweg 6            | 51° 24' 54" NB, 6° 0' 2" OL   | 1507/SEV-026 | Kerk Heilige Theresia      |
| Pastorie                   |          |           | Meerweg 8            | 51° 24' 54" NB, 6° 0' 0" OL   | 1507/SEV-027 | Pastorie                   |
| Kapel O.L.V. v. Goede Raad |          |           | Meerweg bij 39       | 51° 24' 44" NB, 5° 59' 37" OL | 1507/SEV-025 | Kapel O.L.V. v. Goede Raad |
| Kapel Heilige Antonius     |          |           | Meerweg (in het bos) | 51° 24' 35" NB, 5° 58' 51" OL | 1507/SEV-028 | Kapel Heilige Antonius     |
| Woonhuis (meesterswoning)  |          |           | Simonsstraat 2       | 51° 24' 52" NB, 6° 0' 2" OL   | 1507/WN090   | Woonhuis (meesterswoning)  |
| Boerderij                  |          |           | Simonsstraat 29      | 51° 24' 47" NB, 5° 59' 55" OL | 1507/SEV-50  | Boerderij                  |
| Kapel                      |          |           | Simonsstraat bij 29  | 51° 24' 49" NB, 5° 59' 56" OL | 1507/SEV-036 | Kapel                      |

## Lottum
De plaats Lottum kent 16 gemeentelijke monumenten:
| Object             | Bouwjaar | Architect | Locatie               | Coördinaten                  | Nr.           | Afbeelding         |
| ------------------ | -------- | --------- | --------------------- | ---------------------------- | ------------- | ------------------ |
| Woonhuis           |          |           | Broekhuizerweg 2      | 51° 27' 46" NB, 6° 9' 45" OL | 1507/200967   | Woonhuis           |
| Woonhuis           |          |           | Broekhuizerweg 3      | 51° 27' 44" NB, 6° 9' 42" OL | 1507/WN093    | Woonhuis           |
| Woonhuis           |          |           | Grubbenvorsterweg 2   | 51° 27' 18" NB, 6° 9' 22" OL | 1507/200968   | Woonhuis           |
|                    |          |           | Hombergerweg 15a      | 51° 27' 50" NB, 6° 8' 58" OL | 1507/200926   |                    |
| Hekwerk            |          |           | Hoofdstraat bij 9A    | 51° 27' 35" NB, 6° 9' 42" OL | 1507/WN096    | Hekwerk            |
| Woonhuis           |          |           | Hoofdstraat 38        | 51° 27' 27" NB, 6° 9' 29" OL | 1507/200972   | Woonhuis           |
| Boerderij          |          |           | Houthuizerweg 5       | 51° 26' 46" NB, 6° 8' 52" OL | 1507/200971   | Boerderij          |
| Boerderij          |          |           | Houthuizerweg 9       | 51° 26' 44" NB, 6° 8' 45" OL | 1507/200970   | Boerderij          |
| Woonhuis           |          |           | Houthuizerweg 20-20a  | 51° 26' 33" NB, 6° 8' 6" OL  | 1507/200969-2 | Woonhuis           |
| Woonhuis           |          |           | Markt 8               | 51° 27' 38" NB, 6° 9' 48" OL | 1507/200975   | Woonhuis           |
| Boerderij          |          |           | Opperdonkseweg 8-8abc | 51° 27' 17" NB, 6° 9' 27" OL | 1507/200977   | Boerderij          |
| Veldwachterswoning |          |           | Steegh De 7           | 51° 27' 28" NB, 6° 9' 6" OL  | 1507/WN103    | Veldwachterswoning |
| Woonhuis           |          |           | Veerweg 7             | 51° 27' 38" NB, 6° 10' 1" OL | 1507/WN104    | Woonhuis           |
| St. Annakapel      |          |           | Veerweg bij 7         | 51° 27' 38" NB, 6° 10' 1" OL | 1507/200976   | St. Annakapel      |
| Boerderij          |          |           | Zandterweg 2          | 51° 27' 19" NB, 6° 9' 21" OL | 1507/200974   | Boerderij          |
| Sint-Quirinuskapel |          |           | Zandterweg 4          | 51° 27' 20" NB, 6° 9' 20" OL | 1507/WN107    | Meer afbeeldingen  |

## Melderslo
De plaats Melderslo kent 4 gemeentelijke monumenten:
| Object                           | Bouwjaar | Architect       | Locatie             | Coördinaten                  | Nr.           | Afbeelding                       |
| -------------------------------- | -------- | --------------- | ------------------- | ---------------------------- | ------------- | -------------------------------- |
| Woonhuis (Boerderij de Boomshof) |          |                 | Hogeweg 6           | 51° 27' 2" NB, 6° 4' 54" OL  | 1507/200930-4 | Woonhuis (Boerderij de Boomshof) |
| Herbouwde schuur bij De Locht    |          |                 | Koppertweg (ong.)   | 51° 27' 46" NB, 6° 5' 23" OL | 1507/WN109    | Herbouwde schuur bij De Locht    |
| Woonhuis (onderwijzerswoning)    | 1917     | Caspar Franssen | Rect.Mulderstraat 4 | 51° 27' 39" NB, 6° 5' 6" OL  | 1507/200930-5 | Woonhuis (onderwijzerswoning)    |
| Voormalige pastorie              | 1921     | A. Martens      | Rect.Mulderstraat 5 | 51° 27' 41" NB, 6° 5' 4" OL  | 1507/WN111    | Voormalige pastorie              |

## Meterik
De plaats Meterik kent 4 gemeentelijk monument:
| Object                | Bouwjaar | Architect | Locatie                        | Coördinaten                  | Nr.         | Afbeelding            |
| --------------------- | -------- | --------- | ------------------------------ | ---------------------------- | ----------- | --------------------- |
| Voormalige klooster   |          |           | Past.Notermansstraat 28 t/m 42 | 51° 27' 19" NB, 6° 1' 17" OL | 1507/WN112  | Voormalige klooster   |
| Pastorie              |          |           | Schadijkerweg 3                | 51° 27' 19" NB, 6° 1' 28" OL | 1507/WN113  | Pastorie              |
| Dubbel woonhuis       |          |           | St.Jansstraat 20-22            | 51° 27' 20" NB, 6° 1' 39" OL | 1507/200944 | Dubbel woonhuis       |
| Boerderij Olieslagers |          |           | St.Maartensweg 14              | 51° 28' 4" NB, 6° 0' 42" OL  | 1507/WN115  | Boerderij Olieslagers |

## Sevenum
De plaats Sevenum kent 40 gemeentelijke monumenten, zie de Lijst van gemeentelijke monumenten in Sevenum